# Alex Jolig

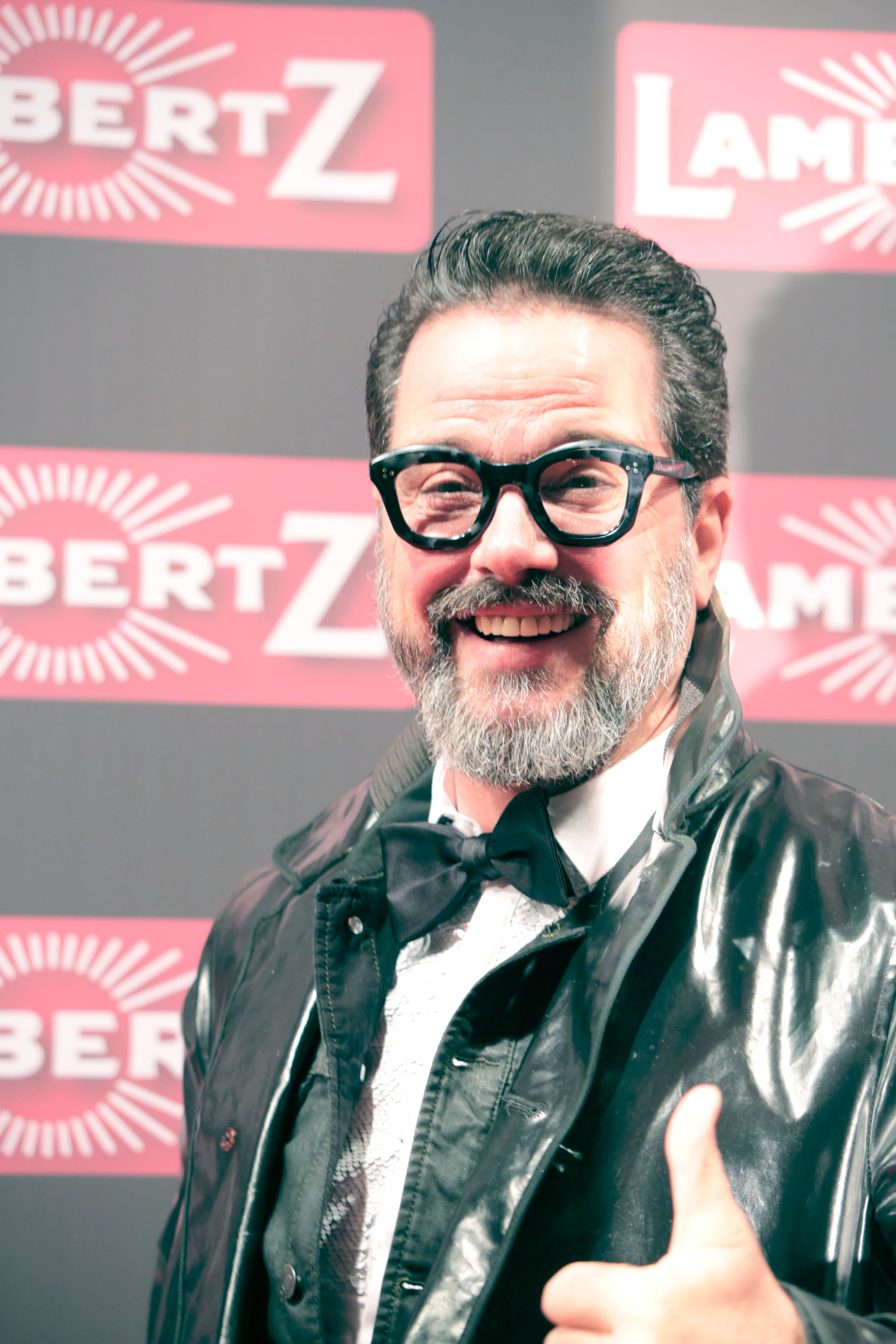

Alexander Jolig (17 januari 1963), beter bekend onder zijn artiestennaam Alex, is een Duitse acteur, zanger en motorcoureur.